# Chœur d'État de Kaunas
Le Chœur d'État de Kaunas (Kauno valstybinis choras en lituanien), également connu internationalement sous le nom de Kaunas State Choir, est un chœur lituanien basé à Kaunas, actif depuis 1969.

## Historique
Le Chœur d'État de Kaunas, fondé en 1969, est le principal chœur professionnel de Lituanie.
Dirigé depuis sa création par Petras Bingelis, l'ensemble se produit dans le répertoire symphonique choral et a cappella. Il est reconnu internationalement depuis 1984, date d'une tournée européenne consacrée à la Symphonie de printemps de Míkis Theodorákis.
Partenaire privilégié de l'Orchestre symphonique national de Lituanie et de l'Orchestre de chambre de Lituanie, le Chœur d'État de Kaunas se produit également régulièrement aux côtés de grandes phalanges européennes.
Depuis 2021, le chef de chœur de la formation est Robertas Šervenikas. 